# ポーラ (重巡洋艦)
ポーラ (Pola) はイタリア海軍の重巡洋艦。ザラ級。艦名は当時イタリア領であった都市ポーラ（現 クロアチア・プーラ）に因む。この艦は1930年代初期にOdero-Terni-Orlando造船所にて建造され、1932年に就役した。この艦はザラ、フィウメ、ゴリツィアを含めたザラ級4隻の中の3番艦である。ポーラは指揮艦として建造され、提督の幕僚を収容するため、より大型の艦橋を備えた。他のザラ級重巡と同様、この艦は8門の203mm主砲で武装し、最高速力は32ノットを発揮できた。
ポーラは当初第2戦隊の旗艦に従事し、1940年7月のカラブリア沖海戦と11月のスパルティヴェント岬沖海戦で戦隊を率いて戦った。後の戦いでは短時間であるがイギリス重巡ベリックと交戦している。その後、他の3隻のザラ級重巡に加え、ポーラは第3戦隊に再編成された。本艦は1941年3月下旬、マタパン岬沖海戦に参加した。戦闘中、この艦はイギリス軍の空襲により戦闘不能となった。この後、3月29日深夜に行なわれたイギリス地中海艦隊との激しい夜戦において、ポーラ、ザラ、フィウメおよび2隻の駆逐艦が多大な犠牲とともに沈んだ。

## 設計

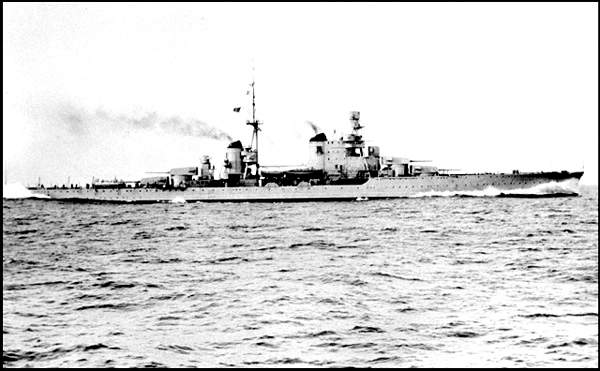

ポーラの全長は182.8m、全幅20.62m、喫水は7.2mである。この艦は満載時排水量13531tであるが、名目上はワシントン海軍軍縮条約により導入された10000tの規制におさまるものとされた。この艦の主機はパーソンズ蒸気タービン2基と重油燃焼式のヤーロー缶8基で構成され、これらは艦中央部の2本の通風筒に収められた。この艦の主機は95000軸馬力と評価され、最高速度32ノットを生み出した。艦には841名の士官と兵員が搭乗した。ポーラは戦隊の指揮艦として働くよう設計されており、そこでこの艦の前部構造物は他のザラ級重巡より大きく、また1番煙突と平滑に接続されている。
この艦の中央部は厚さ150mmの装甲帯で防護された。装甲甲板は中央部分が厚さ70mm、両端では減厚され20mmとなった。砲塔は前面が厚さ150mmの装甲を持ち、バーベット部分も150mm厚の装甲が設けられた。司令塔の壁の装甲は150mm厚である。
ポーラは4基の砲塔に8門の203mm Mod29 53口径主砲を装備していた。砲塔は、艦の前方と後方に2基ずつを背負い式配置としている。対空防御には16門の47口径100mm砲が連装形式で充てられ、単装型式の40mm機銃が4門、また連装形式の12.7mm機銃が8挺装備された。航空偵察のため、この艦は2機のRo.43水上機を搭載している。格納庫は前甲板の下部に設けられ、固定式カタパルトが艦首の中心線上に装備された。
この艦の艦歴の中で、ポーラの副兵装は幾度か改修を受けている。100mm砲2基、また40mm機銃と12.7mm機銃全てが1930年代後半に撤去され、8挺の54口径37mm機銃、8挺の13.2mm機銃がこれらの場所に装備された。2基の15口径120mm照明弾発射器が1940年に追加装備された。

## 艦歴

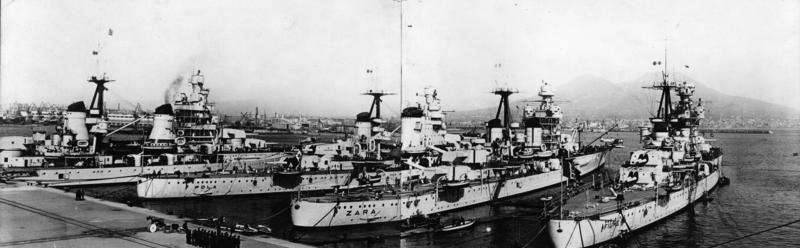
右から3番目がポーラ。並ぶのはザラとフィウメ。1938年、ナポリにて撮影

第一次大戦後にイタリアが接収したクロアチアの都市であるプーラにちなんでポーラは命名された。1931年3月17日、トスカーナ州リヴォルノのOdero-Terni-Orlando造船所にて起工、進水は同年12月5日である。艤装工事は急速に進められ、ほぼ1年後の1932年12月21日にこの新しい重巡洋艦は就役した。ポーラはナポリ湾で海軍の観艦式に参加し、1933年7月6日から7日にかけ、この艦はイタリアのファシスト党の独裁者であるベニート・ムッソリーニを接待した。1934年7月29日、この艦は同名の都市プーラの式典において戦旗を公式に与えられた。1936年9月3日、スペインの海域へ行くためガエータを去った。この後、艦はスペイン内戦の間、不干渉の巡回を始めた。9月10日から10月3日にかけ、この艦は当地でのイタリアの権益保護のためパルマ・デ・マヨルカに配備された。10月4日、ポーラはガエータに帰還した。
1937年3月10日から12日、ムッソリーニとルイージ・アメデーオを乗艦させ、ポーラはイタリア領リビアへと短期間の航海に赴いた。6月7日、ナポリ湾にて、この艦はドイツの陸軍元帥ヴェルナー・フォン・ブロンベルクの訪問により催された海軍の観艦式に参加した。1938年5月5日、ドイツの独裁者アドルフ・ヒトラーがイタリアに公式訪問した際、再度の観艦式が開かれた。1939年3月7日、ポーラと姉妹艦はスペイン共和国の軍艦から成る戦隊の迎撃のためタラントから出撃した。3隻の巡洋艦と8隻の駆逐艦が黒海に到達しようと意図しており、イタリア側の艦艇は砲火を開かず、単にスペイン側艦艇の前進妨害を試みるよう命令されており、またこれらスペイン艦艇にシチリア島アウグスタのドックに入るよう強制した。スペイン側指揮官はこれを拒絶、代わりにフランス領チュニジアのビゼルトに停泊し、ここでスペイン艦艇は抑留された。この翌月の4月7日から9日、ポーラはアルバニアを占領しているイタリア軍に砲撃支援を実施した。

### 第二次世界大戦
1940年6月10日、イタリアは第二次世界大戦に参戦し、ポーラには第2戦隊指揮官であるリッカルド・パラディーニ提督の旗艦が割り当てられた。また、この戦隊には第2分艦隊のトレント級巡洋艦3隻、第7分艦隊の軽巡洋艦3隻、また17隻の駆逐艦が含まれていた。ポーラの大戦最初の作戦は、6月10日から11日の夜間に一群の機雷敷設艦を支援するものだった。艦はメッシーナで給油し、第2戦隊の他の艦と第1戦隊と共に、6月12日に出発した。艦はリビアに設けられたイタリア陣地へのイギリスの攻撃に応じて出撃した。7月6日、ポーラと他の第2戦隊は北アフリカ行きの船団を護衛した。翌日、イタリア側の偵察によりイギリス軍の巡洋艦戦隊がマルタに到着したことが報告された。そこでイタリア海軍最高司令部は、第1戦隊の数隻の巡洋艦と駆逐艦に対し、船団護衛に参加するよう命令した。戦艦コンテ・ディ・カブールとジュリオ・チェザーレが遠距離からの支援を行なった。2日後、イタリア戦艦はカラブリア沖で行なわれた非決定的な海戦においてイギリス地中海艦隊と短時間交戦した。作戦中、ポーラはイギリス巡洋艦と交戦したが、いずれの側も一撃の命中も得なかった。7月30日から8月1日まで、ポーラ、トレントとゴリツィアはリビアまで輸送船団を護衛した。8月16日、ポーラはナポリを離れて実弾射撃訓練を指揮し、この月の終わりにこの艦はナポリからタラントに移動することとなった。
9月下旬、ポーラを含むイタリア艦隊はアレキサンドリアからマルタまでイギリス護衛船団の掃討作戦を行ったものの、イギリス側艦艇と接触できなかった。11月1日、ムッソリーニはタラントの艦隊を訪問した。11月11日から12日の夜間、イギリス艦隊がタラントに対する艦載機での夜間攻撃を開始したとき、ポーラはタラントの港に停泊していたが、この艦は急襲でも攻撃を受けなかった。彼女と他の艦隊は翌朝ナポリに出発した。11月下旬、イギリス輸送船団を迎撃する再度の試みはスパルティヴェント岬沖海戦を起こす結果となった。イタリア艦隊は11月26日に出航、イギリス艦隊へ向かう途上、ポーラと戦艦ヴィットリオ・ヴェネトは空母アーク・ロイヤルからのソードフィッシュ雷撃機で攻撃された。しかし両艦とも魚雷を回避し、この後、約1時間にわたって両軍の艦隊が交戦し続けた。幾つかの資料では、イギリス重巡HMSベリックの主砲塔1基を使用不能にした203mm砲弾2発の命中は、ポーラによって射撃されたものである。他の資料では、実際にはポーラの姉妹艦である重巡洋艦フィウメの主砲でベリックが損傷したと述べている。貧弱な航空偵察の結果、カンピオーニ司令官はより優位な兵力と対峙していると誤って考えていたため、作戦行動は打ち切られた。
12月9日、イタリア艦隊は再編成され、ポーラは第1戦隊の第3分艦隊にて3隻の姉妹艦に加わった。当時この戦隊はアンジェロ・イアキーノ提督によって指揮された。12月14日、ナポリへのイギリス軍の空襲がポーラに損傷を与えた。爆弾2発が艦に命中、両弾とも艦の中央部左舷側に当たっていた。命中は艦のボイラー3基に損害を与え、重度の浸水と左舷側への強い傾斜を引き起こした。ポーラは12月16日に修理作業のため乾ドック入りし、1941年2月7日に完了した。2月13日、艦はタラントに戻り、3月11日から17日、タラントを離れた広範囲にわたる機動のためにザラ及びフィウメと合流した。これに続いて夜間訓練活動が3月23日から24日に行なわれた。

#### マタパン岬沖海戦

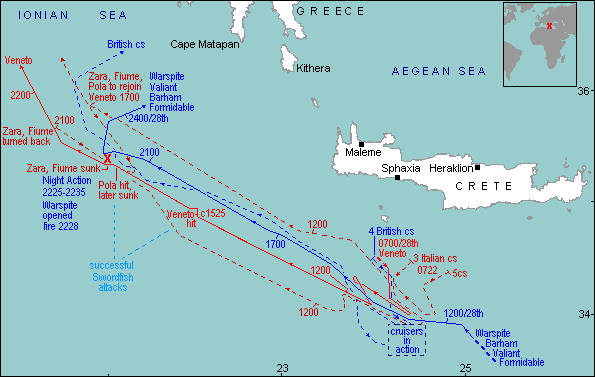
マタパン岬沖海戦中のイタリア艦隊とイギリス艦隊の航路図

3月下旬、再びイタリア艦隊は東地中海のクレタ島南部においてイギリス輸送艦隊の迎撃を試みた。この作戦は3月27日から29日に行なわれたマタパン岬沖海戦を生じた。昼間の交戦の大部分において、ポーラと他の第3分艦隊はイタリア艦隊から離れた側に配置されており、この段階での作戦参加は生じなかった。戦艦ヴィットリオ・ヴェネトは空母フォーミダブルからの雷撃機によって雷撃され、撤退を余儀なくされた。また第3分艦隊は、さらにもう一度起こり得るイギリス軍の攻撃を防御するため、イタリア艦隊の左舷側に残された。その日遅くに行なわれたイギリス軍航空機の第二次空襲は、後退するヴィットリオ・ヴェネトの捕捉に失敗し、代わりにポーラの右舷側中央部へ1発の魚雷を投下、命中させた。攻撃の混乱でポーラはフィウメとほぼ衝突しかけており、停止を余儀なくされ、回避行動を取ることを妨げられていた。この損害で3箇所の区画が完全に浸水し、ボイラーのうち5基が使用不能となり、タービンへと供給する主な蒸気流通路も使えず、この艦は動けないままとなった。
イアキーノは3月28日の20時10分までポーラの窮状を知らなかった。状況が判明し、彼はポーラを保護するため、フィウメ、ザラ及び駆逐艦4隻を分離した。同時刻、イギリス軽巡洋艦HMSオライオンは艦載レーダーでポーラを発見し、この艦の位置を報告した。戦艦ヴァリアント、戦艦ウォースパイト、戦艦バーラムを中核とするイギリス艦隊はこの地点からわずか50海里ほど離れていた。イギリス艦艇はレーダーにより誘導され、イタリア側に接近した。22時10分、ポーラは戦艦ヴァリアントから約6海里離れていた。行動不能なイタリア巡洋艦の見張りは接近する艦型を判別し、友軍の艦艇であると仮定し、そこで彼らは案内のために赤い照明弾を発射した。ほぼ20分後、イギリス側は最初にザラを、次にフィウメを艦載サーチライトで照らし出した。イギリス戦艦は直射でフィウメ、ザラと2隻の駆逐艦を無力化した。
ポーラは作戦中、まず最初に単独離脱した。艦長は彼の艦が次の標的になるだろうと仮定し、乗員に非常弁を開け、艦から退去するよう命令した。深夜およそ10分過ぎに、暗闇の中で駆逐艦ハボックは未だ動力の復旧されないポーラを発見した。イギリス駆逐艦戦隊は現場に急行した。まず最初に、放棄されてまだ浮いたままのザラを発見した。駆逐艦HMSジャーヴィスはこの艦を雷撃、沈没させた。生存者を拾い上げた後、駆逐部隊はハボックと合流した。強襲隊はポーラを奪う準備を終えていたが、この重巡の大部分の乗員が海面へ飛び込んだことが判明した。残りの乗員は降伏の準備ができており、前甲板上に秩序なく集まっていた。ジャーヴィスは、ポーラから生き残りの士官22人と下士官兵236人を移乗させた。この後、ジャーヴィスが艦をサーチライトで照射する一方、駆逐艦HMSヌビアンがポーラを雷撃した。ポーラの弾庫は爆発し、艦は3月29日4時3分に沈んだ。合計328人の乗員が艦と共に没した。1946年10月18日、ポーラは海軍の記録簿から正式に抹消された。